# Аквітанське герцогство
Аквітанське герцогство (фр. Duché d'Aquitaine) — феодальна держава, що існувала на південному заході Франції наприкінці IX — першій половині XV століття.

## Географія
Герцогство у різні історичні періоди включало до свого складу історичні області Аквітанія, Пуату, Овернь, Лангедок та Гасконь. Столицею герцогства стало місто Бордо.

## Історія

### Передісторія герцогства
Території, що згодом склали Аквітанське королівство, до 507 року входили до складу королівства вестготів. У 507 році ці землі було завойовано Хлодвігом і включено ним до складу Франкського королівства. У 555 році король Хлотар I виділив окреме королівство (так зване «Перше Аквітанське королівство») для свого сина Храмна (пом. 560), яке існувало недовго. Після смерті Хлотаря у 561 році територію Аквітанії розділили між собою його сини. Більша частина Аквітанії дісталась Харіберту I, Сігіберт I отримав Овернь. Після смерті 567 року Харіберта його володіння, в тому числі й Аквітанія, були розділені між його трьома братами. Близько 583 року король Хільперік I призначив свого полководця Дезідерія герцогом Аквітанії.
У VII столітті Аквітанія кілька років була королівством під управлінням брата короля Дагоберта I, Харіберта II (608—632), але після його смерті королівство знову припинило існування. Проте Дагоберт був змушений затвердити герцогом Бодегізеля, обраного аквітанцями.
Наприкінці VII століття герцоги Аквітанії, скориставшись смутами у франкському королівстві, змогли здобути фактичну незалежність. Герцог Одо прийняв титул «принцепс Аквітанії» (лат. Aquitaniae princeps) та, на думку деяких дослідників, мав королівський титул. Але у другій половині VIII століття Каролінгам, що стали королями, вдалось знову підкорити Аквітанію.
Щоб захистити кордони королівства після поразки від басків у Ронсевальському перевалі (778), король Карл Великий відродив Аквітанське королівство. Його королем він призначив свого новонародженого сина Людовика. Королівство існувало до кінця IX століття. У другій половині IX століття королі Аквітанії стали васалами короля Франції, які відродили пост герцога Аквітанії.
Після скинення Карла III Товстого в листопаді 887 року, фактичним правителем Аквітанії був граф Пуатьє Рамнульф II. Він присвоїв собі титул герцога Аквітанії, а 888 року не визнав обрання королем Франції Одо Паризького. Він підтримав кандидатуру Гвідо III Сполетського, а згодом проголосив себе королем Аквітанії, але цей титул за його нащадками не закріпився. Наступні правителі Аквітанії носили титул герцога.

### Боротьба за титул герцога у X столітті
Після смерті Рамнульфа II у 890 році Пуатевінське графство й титул герцога Аквітанії отримав його позашлюбний син Ебль Манцер. Проте невдовзі Ебль був змушений тікати з Пуатьє від Адемара. Той заявив свої права на графство, мотивуючи це тим, що Ебль — незаконно народжений син. Адемара підтримав король Одо. Адемар захопив Пуатьє, а Ебль знайшов притулок у свого родича Гільйома I Благочестивого, графа Оверні, який скористався цим, щоб присвоїти собі титул герцога Аквітанії.
У 927 році помер спадкоємець Гільйома I Аквітанського, Гільйом II Молодий, а потім помер і його брат Акфред, який призначив своїм спадкоємцем Ебля, що повернув у 902 році за допомогою Гільйома I графство Пуатьє. Таким чином Ебль приєднав до своїх володінь графства Овернь, Бурж, а також отримав титул герцога Аквітанії.
У 929 році король Франції Рауль, бажаючи послабити владу Ебля, забрав у нього графство Бурж. А у 932 році передав Овернь і титул герцога Аквітанії графу Тулузи Раймунду III Понсу. Окрім того, король Рауль вивів територію Марша з підпорядкування сеньйорів Шарру, васалів Ебля, утворивши на ній незалежне графство Марш. З цього моменту почалась суперечка за титул герцога між Рамнульфідами (графами Пуатьє) та представниками Тулузького дому. До 940 року за титул герцога Аквітанії боровся Гільйом I Патлатий, граф Пуатьє, син померлого 932 року Ебля, та маркіз Готії Раймунд Понс, а у 940—961 Гільйом Патлатий і син Раймунда Понса Раймунд II, граф Руерга.
У 955 році в суперечку за Аквітанію втрутились Робертіни: король Франції Лотар визнав титул герцога Аквітанії за герцогом Франції Гуго Великим. У травні 955 року Гуго виступив проти Гільйома Патлатого, прагнучи завоювати Аквітанію. Йому вдалось розбити армію Гільйома, але його власна армія зазнала при цьому серйозних втрат. В результаті цього Гуго був змушений відступити. Таким чином спроба завоювання Аквітанії провалилась.
Після смерті Гуго Великого титул герцога було визнано за його сином, Гуго Капетом, але той ніколи не намагався завоювати Аквітанію. У 959 році король Лотарь визнав Гільйома графом герцогства Аквітанія, а 962 року — герцогом Аквітанії.
Сину Гільйома Патлатого, Гільйому Залізнорукому (935/937 — 995) вдалось укласти мир з Гуго Капетом, видавши за нього заміж свою сестру Адель. В результаті титул герцога Аквітанії остаточно закріпився в роду.

### Аквітанія в XI— першій половині XII століття
Нащадки Гільйома Залізнорукого розширили територію герцогства. У 1032 році син герцога Гільйома V Великого успадкував Гасконське герцогство. Остаточно до Аквітанії Гасконь було приєднано 1058 року.
Після смерті 1137 року герцога Гільйома X Аквітанію та Пуатьє успадкувала його старша дочка, знаменита Алієонор Аквітанська, яка принесла свої володіння у придане своєму чоловіку, королю Франції Людовику VII.

### Алієнор Аквітанська
Герцогство, що дісталось у спадок Алієонор, значно перевищувало домен короля Франції. Безпосередньо Алієонор володіла Аквітанією, Гасконню та графством Пуатьє. Окрім того, у васальному підпорядкуванні перебували графства Перігор, Ла-Марш, Овернь, а також віконтство Лімож.
У складі Франції герцогство пробуло недовго. Вже 1152 року Людовик розлучився з Алієонор, формальним приводом розлучення було оголошено їхні далекі родинні зв'язки. Невдовзі після розірвання шлюбу з Людовиком, Алієонор ще у 1152 році вийшла заміж за графа Генріха Анжуйського, який 1154 року став королем Англії — Генріхом II Плантагенетом. Великі Аквітанські землі, що перевищували володіння Капетингів учетверо, стали англійськими. На думку низки вчених, саме в історії одруження Алієонор Аквітанської слід шукати витоки війни, що у XIV столітті отримала назву Столітньої. Від першого шлюбу в Алієонор Аквітанської було дві дочки, від другого — чотири сини, серед них — король-трубадур Річард Левове Серце, який з 1172 року управляв герцогством. Підтримуючи претензії старших синів, Алієонор разом з ними підбурила заколот в Пуату проти Генріха II. Розбрат тривав близько трьох років. Гору взяв Генріх, Алієонор потрапила в полон і провела наступні 16 років в ув'язненні. У 1189 році Річард повернув матері свободу. Алієонор виїхала до Франції, де й провела останні роки життя у бенедиктинському абатстві Фонтевро, там і померла у віці 82 років.

### Аквітанія у складі Англійського королівства
Після смерті Річарда Левове Серце королем Англії та герцогом Аквітанії став його молодший брат Іоанн Безземельний, який у 1202—1204 роках втратив значну частину англійських володінь на континенті, захоплених королем Франції Філіппом II Августом: Нормандію, Мен, Анжу, частину Пуату і Турень. На території Франції Іоанн зберіг тільки Аквітанське герцогство, яке проте зменшилось у розмірах. Відтоді назва Аквітанія поступово витісняється найменуванням Гієнь (фр. Guyenne). Вперше воно з'явилось у Паризькій угоді, укладеній 12 квітня 1229 року між королем Франції Людовиком IX Святим і Раймундом VII Тулузьким, який поступився більшою частиною Лангедоку Франції.
У 1337 році король Франції Філіпп VI зажадав від Едуарда III, короля Англії й герцога Аквітанського, повернення феодального володіння герцогства Аквітанського (Гієньського). Едуард у відповідь зажадав для себе корону Франції за правом свого походження — за материнською лінією він був онуком короля Франції Філіпа IV Вродливого. Цей конфлікт спричинив початок Столітньої війни, під час якої Плантагенети й Валуа домагались свого панування над Аквітанією.
У 1360 році Англія та Франція підписали угоду в Бретіньї, за якою Едуард відмовлявся від прав на корону Франції, але лишався герцогом Аквітанії. Однак у 1369 році угоду було порушено і війна продовжилась.
У 1362 році король Едуард III зробив герцогом Аквітанії свого старшого сина, Едуарда, принца Уельського. У 1390 році король Річард II призначив герцогом Аквітанії свого дядька Джона Гонта, який передав цей титул своїм нащадкам.
Ставши королем Англії, син Джона Гонта Генріх IV продовжував правити й Аквітанією. Його син, Генріх V, мав успіхи в отриманні французької корони для своїх нащадків, уклавши угоду в Труа (1420). Син Генріха, Генріх VI, був проголошений королем Англії та Франції у 1422 році, але поступово втратив контроль над володіннями у Франції. Королі Франції династії Валуа, претендуючи на панування над Аквітанією, надавали титул герцогів Аквітанських своїм старшим синам, дофінам.
У 1453 році герцогство було остаточно приєднано до Франції. Відтоді титул герцога Аквітанії іноді отримували сини французького короля.